# 若尾氏
若尾氏（わかおし）は、日本の氏族の一つ。

## 概要
岩城や陸前の方言では「ワカ」は巫女という意味であり、神社の家系にしばしば見られる。

### 若尾三郎系
甲斐国巨摩郡若尾郷(現在の韮崎市にあった中世郷)を発祥とし、諏訪大社の大祝神為中の孫秀遠(若尾三郎)の後裔とされる一族。山梨県・長野県を中心に、関東や三重県に分布する。
武田氏家臣となった若尾清信の子孫に若尾逸平(貴族院議員)や若尾幾造(生糸貿易商)らがいる。

### 清原流
1057(天喜5)年9月、清原道雄の6世孫にあたる典厩新全が甲斐国北巨摩郡逸見郷(現在の北杜市にあった中世郷)に移った。典厩の子は小島新雄と名乗り、代々小島姓を名乗っていたが、16世紀に入って小島清信が若尾村を武田氏から褒美として与えられた事で、若尾氏を名乗ったとされる。

### その他
武田氏の系図に「若尾兵部」という人物が見られるほか、紀伊藩士にも若尾氏の存在が確認できる。